# Ooencyrtus pallidipes
Ooencyrtus pallidipes är en stekelart som först beskrevs av William Harris Ashmead 1904.  Ooencyrtus pallidipes ingår i släktet Ooencyrtus och familjen sköldlussteklar. Inga underarter finns listade i Catalogue of Life.